# Nati nel 1746
| Questa pagina contiene informazioni ricavate automaticamente dalle voci biografiche con l'ausilio del template Bio e di un bot. L'aggiornamento è periodico e automatico e ricostruisce completamente la pagina. Se manca una persona in questa lista, sei pregato di non aggiungerla, ma accertati piuttosto che la sua voce biografica contenga il template Bio e che i dati anagrafici siano correttamente compilati. Se il template Bio manca, inseriscilo tu stesso o, in alternativa, metti l'avviso {{tmp\|Bio}} che ne segnala la mancanza. Se i dati riportati sono sbagliati, correggi direttamente la voce biografica; le modifiche saranno visibili in questa lista entro pochi giorni. Per chiarimenti vedi il progetto biografie. La lista contiene solo le 164 persone che sono citate nell'enciclopedia e per le quali è stato implementato correttamente il template Bio. Pagina aggiornata al 18 lug 2025. |

## Gennaio(17)
- 4 gennaio - Marco Federici, rivoluzionario e politico italiano († 1824)
- 4 gennaio - Benjamin Rush, politico statunitense († 1813)
- 5 gennaio - Pasquale Navone, scultore italiano († 1791)
- 6 gennaio - Eugénie D'Hannetaire, attrice teatrale francese († 1816)
- 7 gennaio - George Elphinstone, I visconte Keith, ammiraglio britannico († 1823)
- 8 gennaio - Cristiano Federico di Stolberg-Wernigerode, nobile tedesco († 1824)
- 11 gennaio - William Curtis, botanico inglese († 1799)
- 11 gennaio - František Adam Míča, compositore ceco († 1811)
- 12 gennaio - Johann Heinrich Pestalozzi, pedagogista e filosofo svizzero († 1827)
- 13 gennaio - Thomas Howard, III conte di Effingham, nobile e politico britannico († 1791)
- 15 gennaio - Balthasar Anton Dunker, pittore e incisore tedesco († 1807)
- 15 gennaio - Jacques Léopold de La Tour d'Auvergne, nobile francese († 1802)
- 16 gennaio - Johann Helfrich von Müller, ingegnere tedesco († 1830)
- 20 gennaio - Nicolas Léonard Tourte, archettaio francese
- 21 gennaio - Madame de Genlis, scrittrice francese († 1830)
- 24 gennaio - Gustavo III di Svezia, re († 1792)
- 31 gennaio - Federico Luigi di Hohenlohe-Ingelfingen, nobile e generale prussiano († 1818)

## Febbraio(10)
- 4 febbraio - Tadeusz Kościuszko, generale e ingegnere polacco († 1817)
- 7 febbraio - Joseph Boze, pittore francese († 1826)
- 7 febbraio - Riccardo Capece Minutolo, vescovo cattolico italiano († 1801)
- 11 febbraio - Luis Paret, pittore spagnolo († 1799)
- 18 febbraio - John Dyke Acland, ufficiale e politico britannico († 1778)
- 24 febbraio - Uno von Troil, arcivescovo luterano svedese († 1803)
- 25 febbraio - Charles Cotesworth Pinckney, politico, generale e diplomatico statunitense († 1825)
- 26 febbraio - Maria Amalia d'Asburgo-Lorena, sovrana austriaca († 1804)
- 27 febbraio - Gian Francesco Fortunati, compositore italiano († 1821)
- 27 febbraio - Louis Gohier, politico francese († 1830)

## Marzo(13)
- 1º marzo - Cesare Majoli, presbitero e naturalista italiano († 1823)
- 2 marzo - Carolina d'Assia-Darmstadt, principessa († 1821)
- 3 marzo - Izabela Fleming, principessa e scrittrice polacca († 1835)
- 7 marzo - André Michaux, botanico e esploratore francese († 1801)
- 11 marzo - Paolina Secco Suardo, poetessa italiana († 1801)
- 12 marzo - Francesco Carboni, linguista, traduttore e scrittore italiano († 1817)
- 12 marzo - Nicolas Ponce, scrittore, disegnatore e incisore francese († 1831)
- 15 marzo - Charles Howard, XI duca di Norfolk, nobile e politico britannico († 1815)
- 15 marzo - Friedrich Heinrich Wiggers, botanico tedesco († 1811)
- 22 marzo - Gérard van Spaendonck, pittore e incisore olandese († 1822)
- 23 marzo - Costillares, torero spagnolo († 1800)
- 27 marzo - Carlo Maria Buonaparte, avvocato, generale e politico italiano († 1785)
- 30 marzo - Francisco Goya, pittore e incisore spagnolo († 1828)

## Aprile(7)
- 1º aprile - Jean-Étienne-Marie Portalis, giurista francese († 1807)
- 3 aprile - Vincenzo Pacetti, scultore e restauratore italiano († 1820)
- 8 aprile - Giuseppe Cambini, compositore e violinista italiano († 1825)
- 14 aprile - Franjo Jelačić, generale austriaco († 1810)
- 15 aprile - Henri Decremps, giurista e matematico francese († 1829)
- 15 aprile - Giorgio Santi, naturalista, chimico e botanico italiano († 1822)
- 21 aprile - James Harris, I conte di Malmesbury, diplomatico inglese († 1820)

## Maggio(5)
- 2 maggio - Robert Lindet, politico e avvocato francese († 1825)
- 5 maggio - Jean-Nicolas Pache, politico francese († 1823)
- 9 maggio - Gaspard Monge, matematico e disegnatore francese († 1818)
- 22 maggio - Karl Fëdorovič von Knorring, generale russo († 1820)
- 26 maggio - Luigi Mozzi, presbitero e gesuita italiano († 1813)

## Giugno(12)
- 1º giugno - Louis-François-Alexandre de Jarente de Senas d'Orgeval, vescovo cattolico francese († 1810)
- 2 giugno - Wilhelm Cramer, violinista e direttore d'orchestra tedesco († 1799)
- 5 giugno - Carlo Emanuele d'Assia-Rheinfels-Rotenburg, nobile († 1812)
- 5 giugno - Girolamo Luigi Crivelli, vescovo cattolico italiano († 1780)
- 7 giugno - Jules de Polignac, I duca di Polignac, nobile e militare francese († 1817)
- 10 giugno - Antoine Quentin Fouquier-Tinville, magistrato e rivoluzionario francese († 1795)
- 12 giugno - Antonia María de Heredia, nobildonna spagnola († 1808)
- 15 giugno - Charles Louis L'Héritier de Brutelle, magistrato e botanico francese († 1800)
- 18 giugno - Johann Gottfried Leonhardi, medico e chimico tedesco († 1823)
- 23 giugno - Hanawa Hokiichi, filosofo, scrittore e monaco buddista giapponese († 1821)
- 23 giugno - Samuel Eyles Pierce, predicatore e teologo inglese († 1829)
- 28 giugno - Jean-Siffrein Maury, cardinale e arcivescovo cattolico francese († 1817)

## Luglio(12)
- 3 luglio - Sofia Maddalena di Danimarca, danese († 1813)
- 5 luglio - Franz Anton von Zauner, architetto austriaco († 1822)
- 6 luglio - Giovanni Battista Grazioli, compositore e organista italiano († 1820)
- 7 luglio - Ludwig Wenzel Lachnith, musicista e compositore boemo († 1820)
- 16 luglio - Giuseppe Piazzi, presbitero e astronomo italiano († 1826)
- 20 luglio - Francisco de Saavedra, politico spagnolo († 1819)
- 23 luglio - Bernardo de Gálvez y Madrid, generale e politico spagnolo († 1786)
- 25 luglio - Joachim Godske Moltke, politico danese († 1818)
- 25 luglio - Maria Benedetta di Braganza, principessa portoghese († 1829)
- 26 luglio - Georg Heinrich Borowski, zoologo tedesco († 1801)
- 27 luglio - Jacob Axelsson Lindblom, arcivescovo luterano e storico svedese († 1819)
- 30 luglio - Louise du Pierry, astronoma francese († 1807)

## Agosto(8)
- 1º agosto - Maurizio Ignazio Fresia, generale e nobile italiano († 1826)
- 3 agosto - James Wyatt, architetto britannico († 1813)
- 8 agosto - Hieronymus van Alphen, poeta e scrittore olandese († 1803)
- 13 agosto - Philippe-Laurent Roland, scultore francese († 1816)
- 21 agosto - Ignaz Umlauf, compositore austriaco († 1796)
- 29 agosto - Luigi Camillo Goltieri, abate e educatore italiano († 1818)
- 30 agosto - Giuseppe Francesco de Varax, generale e politico italiano († 1830)
- 31 agosto - James Lackington, editore britannico († 1815)

## Settembre(19)
- 2 settembre - Henry Scott, III duca di Buccleuch, politico scozzese († 1812)
- 3 settembre - Friedrich Wilhelm Gotter, poeta e drammaturgo tedesco († 1797)
- 4 settembre - Friedrich Ludwig Benda, direttore d'orchestra, compositore e violinista tedesco († 1792)
- 4 settembre - Sergej Aleksandrovič Menšikov, nobile e ufficiale russo († 1815)
- 10 settembre - Gottlob Christian Storr, teologo tedesco († 1805)
- 11 settembre - Sof'ja Stepanovna Razumovskaja, nobildonna russa († 1803)
- 11 settembre - Giovanni Battista Venturi, fisico italiano († 1822)
- 12 settembre - Chevalier de La Barre, francese († 1766)
- 13 settembre - Michele Arditi, antiquario, avvocato e archeologo italiano († 1838)
- 15 settembre - Pierre Jean Baptiste Choudard Desforges, attore teatrale, commediografo e librettista francese († 1806)
- 16 settembre - Georges Louis Marie Dumont de Courset, botanico e agronomo francese († 1824)
- 16 settembre - George Greville, II conte di Warwick, nobile e politico inglese († 1816)
- 20 settembre - Maurice-Auguste Beniowski, avventuriero, ufficiale e esploratore ungherese († 1786)
- 23 settembre - Jean-Charles de Coucy, arcivescovo cattolico francese († 1824)
- 25 settembre - Silvestro Miccù, arcivescovo cattolico italiano († 1830)
- 26 settembre - Johann Carl Friedrich Dauthe, architetto tedesco († 1816)
- 28 settembre - William Jones, linguista, orientalista e magistrato britannico († 1794)
- 28 settembre - Giovanni Punto, cornista e compositore ceco († 1803)
- 29 settembre - Ernst Ludwig Gerber, compositore e organista tedesco († 1819)

## Ottobre(12)
- 2 ottobre - Peter Jacob Hjelm, chimico svedese († 1813)
- 4 ottobre - Gioacchino de Gemmis, vescovo cattolico italiano († 1822)
- 4 ottobre - Luigi Sucini, fantino italiano († 1824)
- 5 ottobre - Mathieu Jouve Jourdan, rivoluzionario francese († 1794)
- 6 ottobre - Antonio Salvaggi, numismatico italiano († 1812)
- 12 ottobre - Emerico Lobo de Mesquita, organista e compositore brasiliano († 1805)
- 15 ottobre - Leonard Neale, arcivescovo cattolico statunitense († 1817)
- 23 ottobre - Nicola Palomba, presbitero, patriota e politico italiano († 1799)
- 27 ottobre - Maria Antonia von Elsener, nobildonna tedesca († 1793)
- 28 ottobre - Giuseppe Saverio Poli, fisico, naturalista e militare italiano († 1825)
- 28 ottobre - Adam Weisweiler, ebanista francese († 1820)
- 29 ottobre - Carlo II Augusto del Palatinato-Zweibrücken, nobile tedesco († 1795)

## Novembre(17)
- 7 novembre - Absalom Jones, attivista e religioso statunitense († 1818)
- 8 novembre - Elisabetta Cristina Ulrica di Brunswick-Wolfenbüttel, principessa tedesca († 1840)
- 8 novembre - Giacinto Ugo Timoleone di Cossé-Brissac, militare francese († 1813)
- 9 novembre - Bernardo della Torre, teologo, patriota e vescovo cattolico italiano († 1820)
- 10 novembre - Giorgio XII di Georgia, re georgiano († 1800)
- 11 novembre - Jean Guillaume Moitte, scultore francese († 1810)
- 12 novembre - Jacques Alexandre César Charles, scienziato e inventore francese († 1823)
- 12 novembre - Tiradentes, patriota brasiliano († 1792)
- 13 novembre - Felice Campi, pittore italiano († 1817)
- 14 novembre - Cristina Elisabetta di Anhalt-Bernburg, nobile († 1823)
- 14 novembre - Franz Pilati von Tassul, generale austriaco († 1805)
- 14 novembre - Girolamo della Porta, cardinale italiano († 1812)
- 18 novembre - Maria Leopoldina di Anhalt-Dessau, principessa († 1769)
- 21 novembre - Giuseppe Maria Peruzzi, vescovo cattolico italiano († 1830)
- 26 novembre - Jacob Job Élie, generale francese († 1825)
- 27 novembre - Constantin Brun, mercante e diplomatico tedesco († 1835)
- 27 novembre - Robert R. Livingston, avvocato, politico e diplomatico statunitense († 1813)

## Dicembre(8)
- 2 dicembre - Joachim Xavier Curado, militare e politico brasiliano († 1830)
- 3 dicembre - Jean Perdriau, militare francese († 1793)
- 5 dicembre - Nicola Saverio Gamboni, patriarca cattolico italiano († 1808)
- 15 dicembre - Dietrich Hermann Hegewisch, storico tedesco († 1812)
- 18 dicembre - Venanzio Rauzzini, cantante castrato e compositore italiano († 1810)
- 20 dicembre - Miguel José de Azanza, politico e diplomatico spagnolo († 1826)
- 29 dicembre - Saverio Cassar, presbitero e patriota maltese († 1805)
- 30 dicembre - François-André Vincent, pittore francese († 1816)

## Senza giorno specificato(24)
- Timur Shah Durrani, afghano († 1793)
- Grato Albertolli, decoratore svizzero († 1835)
- Aleksandr Andreevič Baranov, mercante russo († 1819)
- Biagio Bartalini, botanico e medico italiano († 1822)
- Bartolomeo Benincasa, scrittore e librettista italiano († 1816)
- Giuseppe Berini, presbitero e naturalista italiano († 1831)
- George Bogle, avventuriero e diplomatico scozzese († 1781)
- Giuseppe Boretti, architetto e imprenditore italiano († 1849)
- Henriette Bourdic-Viot, scrittrice e poetessa francese († 1802)
- Charles Cameron, architetto scozzese († 1812)
- Domenico Chelli, architetto, scenografo e pittore italiano († 1820)
- Alessandro D'Anna, pittore italiano († 1810)
- Jean-Baptiste Mercier Dupaty, giurista, letterato e scrittore francese († 1788)
- Pietro Gabrielli, II principe di Prossedi, nobile e politico italiano († 1824)
- Gregorio V, arcivescovo ortodosso greco († 1821)
- Franziska Hellmuth, attrice e cantante lirica tedesca
- Elia Interguglielmi, pittore italiano († 1835)
- Elisha Lawrence, politico statunitense († 1799)
- Pompeo Schiantarelli, architetto italiano († 1805)
- Muhammad Ali Shah, sovrano indiano († 1842)
- Francesco Sicuro, architetto e incisore italiano († 1826)
- Hannah Stilley Gorby, statunitense († 1840)
- Jan Hendrik van Swinden, matematico e fisico olandese († 1823)
- Agostino Zhao Rong, presbitero cinese († 1815)